# Olympische Sommerspiele 1948/Leichtathletik – 200 m (Männer)
Der 200-Meter-Lauf der Männer bei den Olympischen Spielen 1948 in London wurde am 2. und 3. August 1948 im Wembley-Stadion ausgetragen. Fünfzig Athleten nahmen teil.
Olympiasieger wurde der US-Amerikaner Mel Patton vor seinem Landsmann Barney Ewell. Bronze gewann Lloyd LaBeach aus Panama.

## Bestehende Rekorde
Der Weltrekord über 200 Meter wurde noch bis 1951 nur inoffiziell geführt. Die IAAF machte damals bei der Anerkennung von Weltrekorden noch keinen Unterschied zwischen geraden Bahnen und solchen mit voller Kurve wie auf einer 400-Meter-Bahn.
| Weltrekord (inoffiziell) | 20,3 s (Bahn mit gerader Strecke, 220 Yards = 201,168 m) | Jesse Owens ( USA) | Ann Arbor, USA                    | 25. Mai 1935   |
| Weltrekord (inoffiziell) | 20,7 s                                                   | Jesse Owens ( USA) | Finale OS Berlin, Deutsches Reich | 5. August 1936 |
| Olympischer Rekord       | 20,7 s                                                   | Jesse Owens ( USA) | Finale OS Berlin, Deutsches Reich | 5. August 1936 |

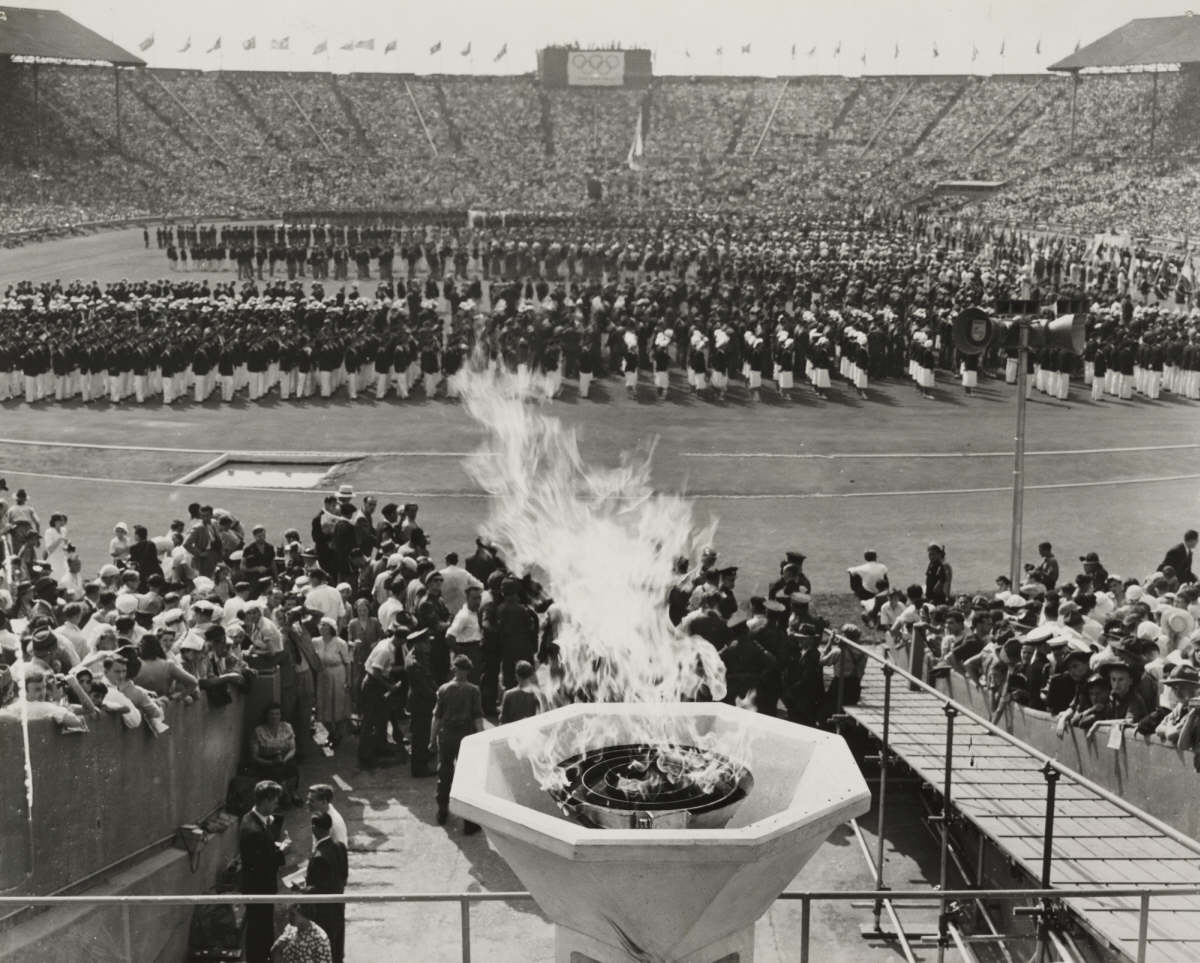
Eröffnungsfeier bei den Olympischen Spielen in London

Der bestehende olympische Rekord wurde bei diesen Spielen nicht erreicht. Im schnellsten Rennen, dem Finale, verfehlte Olympiasieger Mel Patton ihn um vier Zehntelsekunden.

## Durchführung des Wettbewerbs
Die Athleten traten am 2. August zu den Vorläufen an. Insgesamt wurden zwölf Läufe absolviert. Die jeweils zwei besten Läufer – hellblau unterlegt – qualifizierten sich für das Viertelfinale am selben Tag, aus dem die jeweils drei besten Wettbewerber – wiederum hellblau unterlegt – ins Halbfinale kamen. Die beiden Halbfinals, aus dem sich die ersten drei Starter – hellblau unterlegt – für das Finale qualifizierten, und das Finale wurden am 3. August durchgeführt.

## Vorläufe
2. August 1948, 14:30 Uhr

Es sind nicht alle Zeiten überliefert.

### Vorlauf 1
Wind: +0,5 m/s
| Platz | Name           | Nation  | Offiz. hand- gestoppte Zeit | Inoffiz. elek- tronische Zeit |
| ----- | -------------- | ------- | --------------------------- | ----------------------------- |
| 1     | Herb McKenley  | Jamaika | 21,3 s                      | 21,4 s                        |
| 2     | Edward Haggis  | Kanada  | 22,2 s                      | k. A.                         |
| 3     | Haukur Clausen | Island  | 22,2 s                      | k. A.                         |
| 4     | Stanley Lines  | Bermuda | k. A.                       | k. A.                         |
| DNS   | Bogdan Lipski  | Polen   |                             |                               |

### Vorlauf 2
Wind: ±0,0 m/s
| Platz | Name              | Nation         | Offiz. hand- gestoppte Zeit | Inoffiz. elek- tronische Zeit |
| ----- | ----------------- | -------------- | --------------------------- | ----------------------------- |
| 1     | Paul Vallé        | Großbritannien | 22,3 s                      | k. A.                         |
| 2     | John De Saram     | Ceylon         | 23,1 s                      | k. A.                         |
| 3     | Bernabe Lovina    | Philippinen    | 23,2 s                      | k. A.                         |
| 4     | Stefanos Petrakis | Griechenland   | k. A.                       | k. A.                         |
| DNS   | John Bartram      | Australien     |                             |                               |

John De Saram war der erste Sportler Sri Lankas (damals noch unter der Bezeichnung Ceylon), der bei Olympischen Spielen an den Start ging.

### Vorlauf 3
Wind: +1,2 m/s
| Platz | Name             | Nation                | Offiz. hand- gestoppte Zeit | Inoffiz. elek- tronische Zeit |
| ----- | ---------------- | --------------------- | --------------------------- | ----------------------------- |
| 1     | Rafael Fortún    | Kuba                  | 21,9 s                      | k. A.                         |
| 2     | Denis Shore      | Südafrikanische Union | 22,1 s                      | k. A.                         |
| 3     | Nuno Morais      | Portugal              | 22,6 s                      | k. A.                         |
| DNS   | Eric Prabhakar   | Indien                |                             |                               |
| DNS   | Alberto Biderman | Argentinien           |                             |                               |

### Vorlauf 4
Wind: +0,8 m/s
| Platz | Name              | Nation                | Offiz. hand- gestoppte Zeit | Inoffiz. elek- tronische Zeit |
| ----- | ----------------- | --------------------- | --------------------------- | ----------------------------- |
| 1     | Barney Ewell      | USA                   | 21,6 s                      | k. A.                         |
| 2     | Abram van Heerden | Südafrikanische Union | 21,8 s                      | k. A.                         |
| 3     | Angel García      | Kuba                  | 22,2 s                      | k. A.                         |
| 4     | Fernand Linssen   | Belgien               | k. A.                       | k. A.                         |
| 5     | Hazzard Dill      | Bermuda               | k. A.                       | k. A.                         |
| 6     | Ali Salman        | Königreich Irak       | k. A.                       | k. A.                         |

### Vorlauf 5
Wind: +0,1 m/s
| Platz | Name           | Nation     | Offiz. hand- gestoppte Zeit | Inoffiz. elek- tronische Zeit |
| ----- | -------------- | ---------- | --------------------------- | ----------------------------- |
| 1     | Julien Lebas   | Frankreich | 22,0 s                      | k. A.                         |
| 2     | Rosalvo Ramos  | Brasilien  | 22,2 s                      | k. A.                         |
| 3     | Basil McKenzie | Jamaika    | 22,4 s                      | k. A.                         |
| DNS   | Morris Curotta | Australien |                             |                               |
| DNS   | Tomás Paquete  | Portugal   |                             |                               |

### Vorlauf 6
Wind: +1,0 m/s
| Platz | Name            | Nation      | Offiz. hand- gestoppte Zeit | Inoffiz. elek- tronische Zeit |
| ----- | --------------- | ----------- | --------------------------- | ----------------------------- |
| 1     | Mel Patton      | USA         | 21,6 s                      | k. A.                         |
| 2     | Leslie Laing    | Jamaika     | 21,8 s                      | k. A.                         |
| 3     | Guillermo Geary | Argentinien | 23,0 s                      | k. A.                         |
| 4     | Duncan White    | Ceylon      | k. A.                       | k. A.                         |
| DNS   | Ricardo Sáenz   | Spanien     |                             |                               |

### Vorlauf 7
Wind: +0,6 m/s
| Platz | Name                | Nation         | Offiz. hand- gestoppte Zeit | Inoffiz. elek- tronische Zeit |
| ----- | ------------------- | -------------- | --------------------------- | ----------------------------- |
| 1     | Gerardo Bönnhoff    | Argentinien    | 22,2 s                      | k. A.                         |
| 2     | John Fairgrieve     | Großbritannien | 22,2 s                      | k. A.                         |
| 3     | Raúl Mazorra        | Kuba           | 23,0 s                      | k. A.                         |
| 4     | Kemal Aksur         | Türkei         | k. A.                       | k. A.                         |
| 5     | Guillermo Rodríguez | Mexiko         | k. A.                       | k. A.                         |

### Vorlauf 8
Wind: +0,2 m/s
| Platz | Name            | Nation              | Offiz. hand- gestoppte Zeit | Inoffiz. elek- tronische Zeit |
| ----- | --------------- | ------------------- | --------------------------- | ----------------------------- |
| 1     | Cliff Bourland  | USA                 | 21,3 s                      | 21,7 s                        |
| 2     | Aroldo da Silva | Brasilien           | 21,9 s                      | k. A.                         |
| 3     | George Lewis    | Trinidad und Tobago | 22,4 s                      | k. A.                         |
| 4     | Walter Pérez    | Uruguay             | k. A.                       | k. A.                         |
| 5     | Peter Bloch     | Norwegen            | k. A.                       | k. A.                         |

### Vorlauf 9
Wind: +0,4 m/s

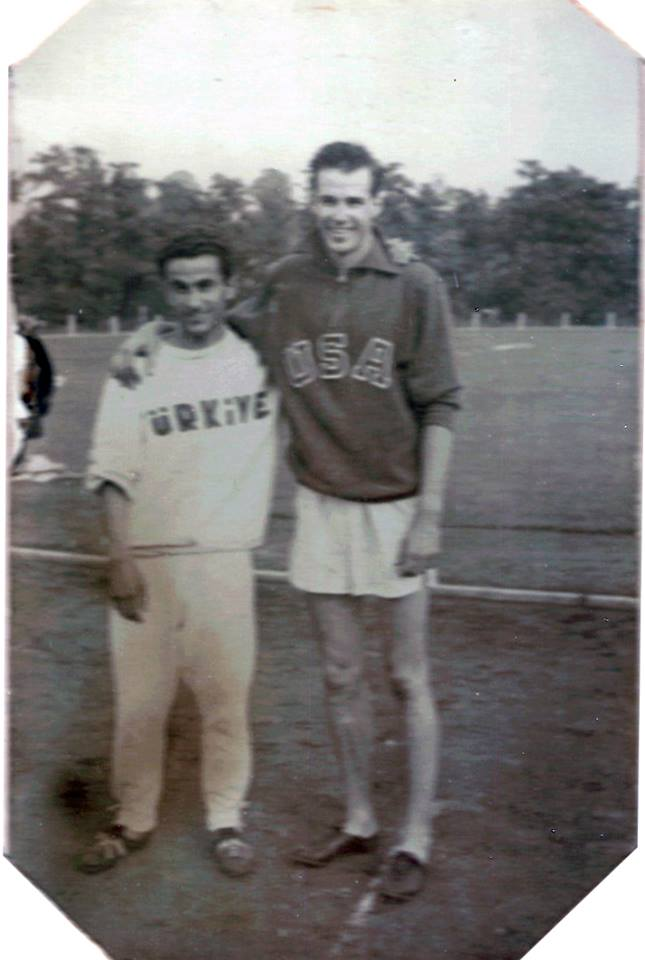
Raşit Öztaş (links, hier mit einem US-Kollegen) – ausgeschieden als Dritter des neunten Vorlaufs
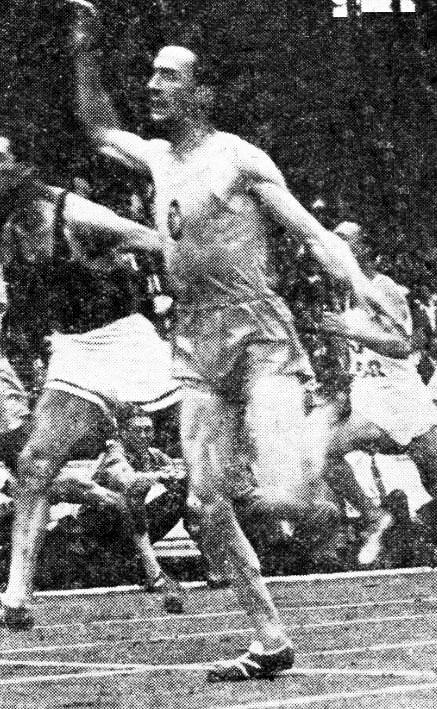
Étienne Bally – ausgeschieden als Vierter des zehnten Vorlaufs

| Platz | Name                 | Nation     | Offiz. hand- gestoppte Zeit | Inoffiz. elek- tronische Zeit |
| ----- | -------------------- | ---------- | --------------------------- | ----------------------------- |
| 1     | John Treloar         | Australien | 21,7 s                      | 21,8 s                        |
| 2     | Muhammad Sharif Butt | Pakistan   | 22,8 s                      | k. A.                         |
| 3     | Raşit Öztaş          | Türkei     | 23,0 s                      | k. A.                         |
| 4     | Perry Johnson        | Bermuda    | k. A.                       | k. A.                         |
| DNS   | John O’Donnell       | Irland     |                             |                               |

### Vorlauf 10
Wind: +0,5 m/s
| Platz | Name                  | Nation         | Offiz. hand- gestoppte Zeit | Inoffiz. elek- tronische Zeit |
| ----- | --------------------- | -------------- | --------------------------- | ----------------------------- |
| 1     | Alastair McCorquodale | Großbritannien | 22,3 s                      | 22,3 s                        |
| 2     | Santiago Ferrando     | Peru           | 22,5 s                      | k. A.                         |
| 3     | Fernand Bourgaux      | Belgien        | 22,9 s                      | k. A.                         |
| 4     | Étienne Bally         | Frankreich     | k. A.                       | k. A.                         |
| DNS   | Jack Parry            | Kanada         |                             |                               |

### Vorlauf 11
Wind: +0,2 m/s
| Platz | Name          | Nation      | Offiz. hand- gestoppte Zeit | Inoffiz. elek- tronische Zeit |
| ----- | ------------- | ----------- | --------------------------- | ----------------------------- |
| 1     | Juan López    | Uruguay     | 22,1 s                      | 22,2 s                        |
| 2     | Ivan Hausen   | Brasilien   | 22,2 s                      | k. A.                         |
| 3     | Gabe Scholten | Niederlande | 22,2 s                      | k. A.                         |
| 4     | Maung Sein Pe | Birma       | k. A.                       | k. A.                         |
| DNS   | Ferenc Tima   | Ungarn      |                             |                               |

### Vorlauf 12
Wind: +0,4 m/s
| Platz | Name           | Nation      | Offiz. hand- gestoppte Zeit | Inoffiz. elek- tronische Zeit |
| ----- | -------------- | ----------- | --------------------------- | ----------------------------- |
| 1     | Lloyd LaBeach  | Panama      | 21,4 s                      | 21,7 s                        |
| 2     | Jan Lammers    | Niederlande | 22,0 s                      | k. A.                         |
| 3     | Donald Pettie  | Kanada      | 22,0 s                      | k. A.                         |
| 4     | Mario Fayos    | Uruguay     | k. A.                       | k. A.                         |
| 5     | Joseph Stéphan | Frankreich  | k. A.                       | k. A.                         |

## Viertelfinale
2. August 1948, 16:15 Uhr

Es sind nicht alle Zeiten überliefert.

### Lauf 1

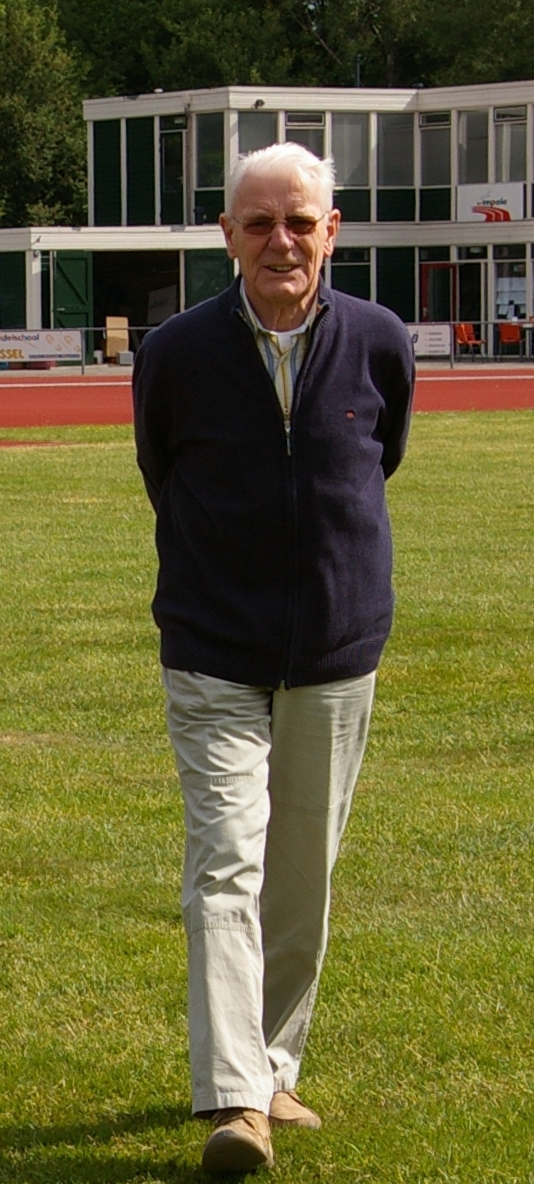
Jan Lammers (hier im Jahr 2008) – ausgeschieden als Vierter des ersten Viertelfinals
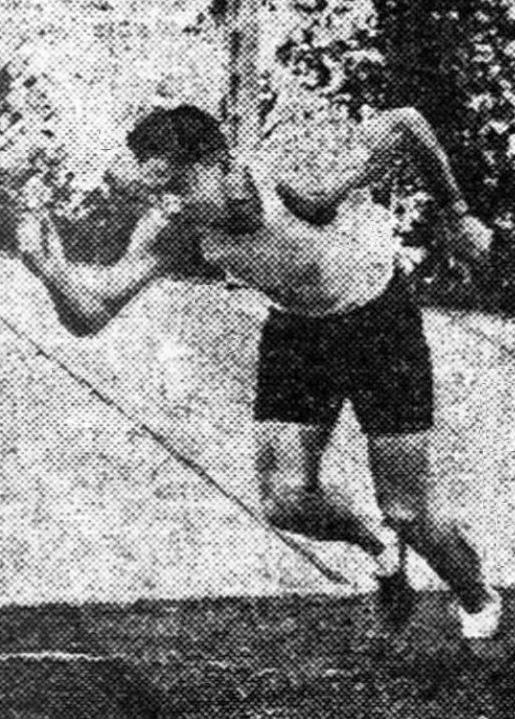
Julien Lebas – ausgeschieden als Fünfter des ersten Viertelfinals

Wind: ±0,0 m/s
| Platz | Name          | Nation         | Offiz. hand- gestoppte Zeit | Inoffiz. elek- tronische Zeit |
| ----- | ------------- | -------------- | --------------------------- | ----------------------------- |
| 1     | Herb McKenley | Jamaika        | 21,3 s                      | 21,6 s                        |
| 2     | Barney Ewell  | USA            | 21,8 s                      | k. A.                         |
| 3     | Paul Vallé    | Großbritannien | 22,1 s                      | k. A.                         |
| 4     | Jan Lammers   | Niederlande    | k. A.                       | k. A.                         |
| 5     | Julien Lebas  | Frankreich     | k. A.                       | k. A.                         |
| 6     | Rosalvo Ramos | Brasilien      | k. A.                       | k. A.                         |

### Lauf 2
Wind: ±0,0 m/s
| Platz | Name             | Nation                | Offiz. hand- gestoppte Zeit | Inoffiz. elek- tronische Zeit |
| ----- | ---------------- | --------------------- | --------------------------- | ----------------------------- |
| 1     | Cliff Bourland   | USA                   | 21,3 s                      | k. A.                         |
| 2     | John Treloar     | Australien            | 21,5 s                      | k. A.                         |
| 3     | Aroldo da Silva  | Brasilien             | 22,0 s                      | k. A.                         |
| 4     | Gerardo Bönnhoff | Argentinien           | k. A.                       | k. A.                         |
| 5     | Denis Shore      | Südafrikanische Union | k. A.                       | k. A.                         |
| 6     | John De Saram    | Ceylon                | k. A.                       | k. A.                         |

### Lauf 3
Wind: ±0,0 m/s
| Platz | Name              | Nation                | Offiz. hand- gestoppte Zeit | Inoffiz. elek- tronische Zeit |
| ----- | ----------------- | --------------------- | --------------------------- | ----------------------------- |
| 1     | Lloyd LaBeach     | Panama                | 21,7 s                      | k. A.                         |
| 2     | Leslie Laing      | Jamaika               | 21,8 s                      | k. A.                         |
| 3     | Abram van Heerden | Südafrikanische Union | 22,9 s                      | k. A.                         |
| 4     | John Fairgrieve   | Großbritannien        | k. A.                       | k. A.                         |
| 5     | Santiago Ferrando | Peru                  | k. A.                       | k. A.                         |
| DNS   | Juan Lopéz        | Uruguay               |                             |                               |

### Lauf 4
Wind: ±0,0 m/s
| Platz | Name                  | Nation         | Offiz. hand- gestoppte Zeit | Inoffiz. elek- tronische Zeit |
| ----- | --------------------- | -------------- | --------------------------- | ----------------------------- |
| 1     | Mel Patton            | USA            | 21,4 s                      | k. A.                         |
| 2     | Alastair McCorquodale | Großbritannien | 21,8 s                      | k. A.                         |
| 3     | Rafael Fortún         | Kuba           | 22,0 s                      | k. A.                         |
| 4     | Ivan Hausen           | Brasilien      | 22,3 s                      | k. A.                         |
| 5     | Edward Haggis         | Kanada         | k. A.                       | k. A.                         |
| 6     | Muhammad Sharif Butt  | Pakistan       | k. A.                       | k. A.                         |

## Halbfinale
3. August 1948, 15:30 Uhr

Es sind nicht alle Zeiten überliefert.

### Lauf 1
Wind: +0,4 m/s
| Platz | Name              | Nation                | Offiz. hand- gestoppte Zeit | Inoffiz. elek- tronische Zeit |
| ----- | ----------------- | --------------------- | --------------------------- | ----------------------------- |
| 1     | Herb McKenley     | Jamaika               | 21,4 s                      | 21,4 s0                       |
| 2     | Mel Patton        | USA                   | 21,6 s                      | 21,66 s                       |
| 3     | Barney Ewell      | USA                   | 21,9 s                      | 21,96 s                       |
| 4     | Aroldo da Silva   | Brasilien             | k. A.                       | 22,22 s                       |
| 5     | Abram van Heerden | Südafrikanische Union | k. A.                       | 22,25 s                       |
| 6     | Paul Vallé        | Großbritannien        | k. A.                       | 22,49 s                       |

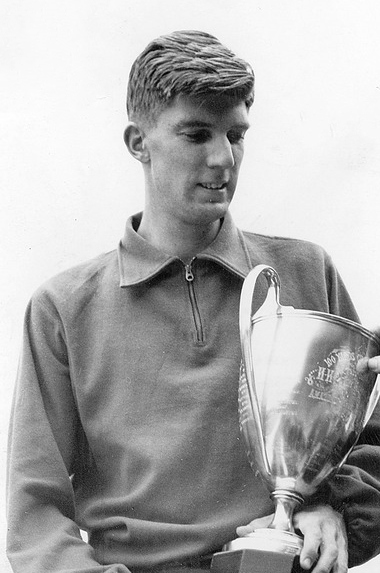
John Treloar – ausgeschieden als Vierter des zweiten Halbfinals
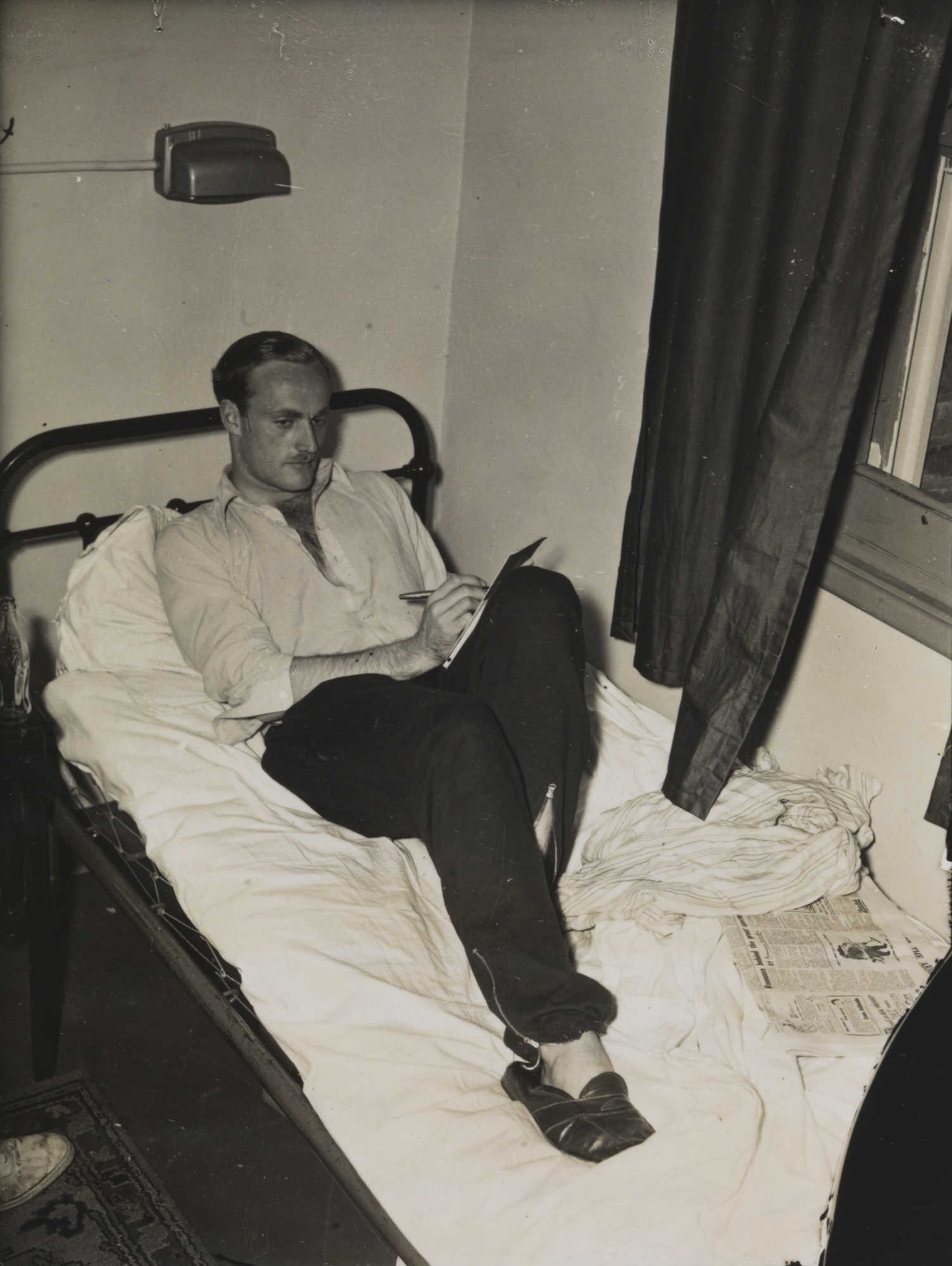
Alastair McCorquodale (hier im olympischen Dorf) – ausgeschieden als Fünfter des zweiten Halbfinals

### Lauf 2
Wind: ±0,0 m/s
| Platz | Name                  | Nation         | Offiz. hand- gestoppte Zeit | Inoffiz. elek- tronische Zeit |
| ----- | --------------------- | -------------- | --------------------------- | ----------------------------- |
| 1     | Cliff Bourland        | USA            | 21,5 s                      | 21,6 s0                       |
| 2     | Lloyd LaBeach         | Panama         | 21,6 s                      | 21,79 s                       |
| 3     | Leslie Laing          | Jamaika        | 21,6 s                      | 21,80 s                       |
| 4     | John Treloar          | Australien     | k. A.                       | 21,99 s                       |
| 5     | Alastair McCorquodale | Großbritannien | k. A.                       | 22,19 s                       |
| 6     | Rafael Fortún         | Kuba           | k. A.                       | 22,51 s                       |

## Finale

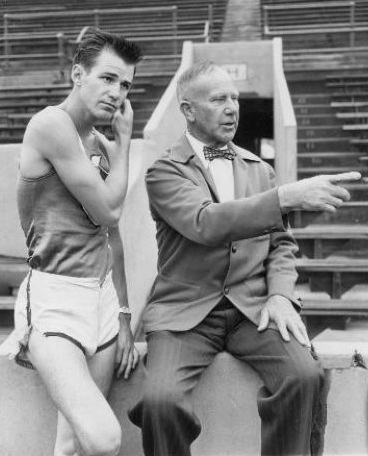
Olympiasieger Mel Patton – hier mit seinem Trainer Dean Cromwell
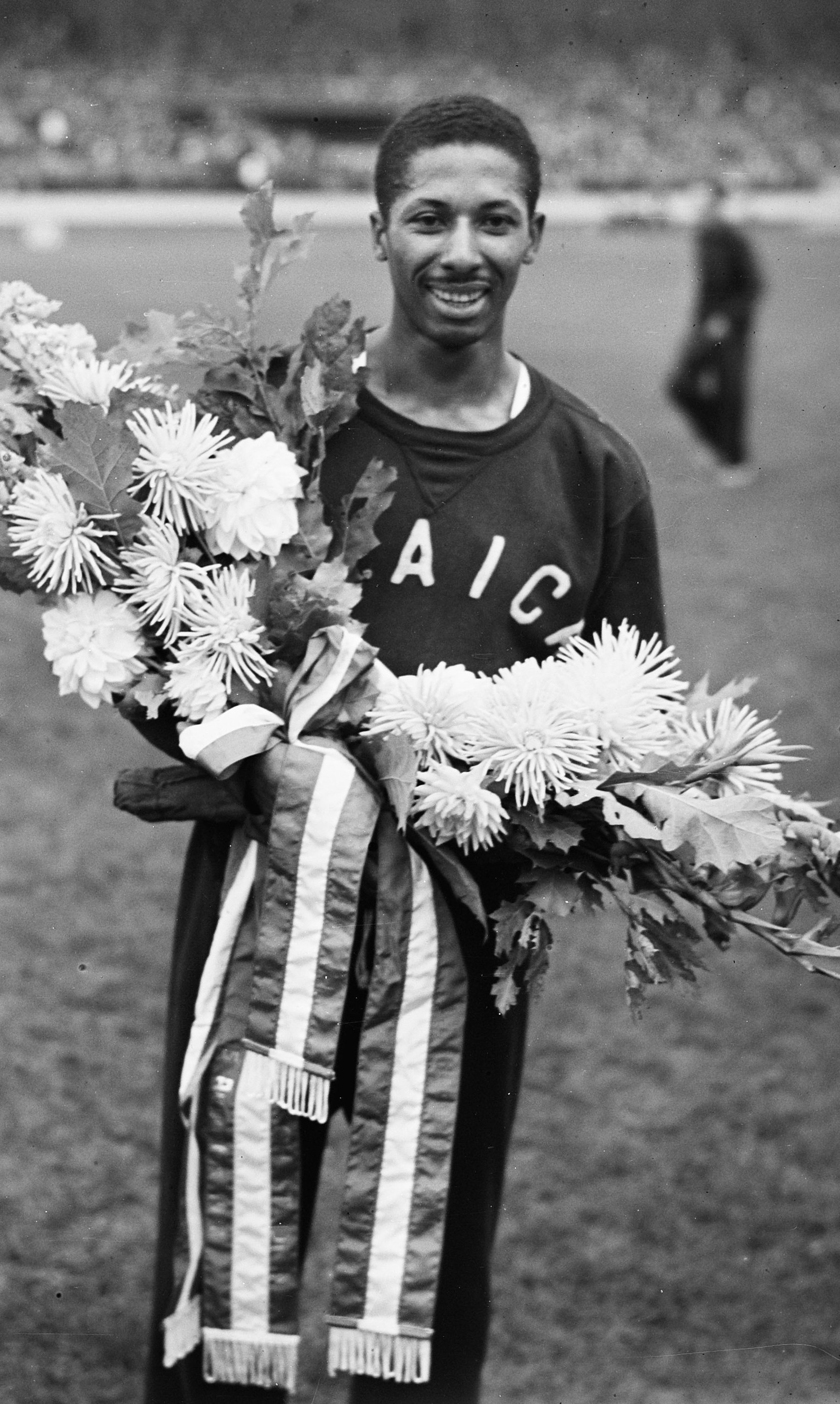
Herb McKenley wurde im Finale Vierter

3. August 1948, 17:15 Uhr

Wind: ±0,0 m/s
Anmerkung: (g) = geschätzt
| Platz | Name           | Nation  | Offiz. hand- gestoppte Zeit | Inoffiz. elek- tronische Zeit |
| ----- | -------------- | ------- | --------------------------- | ----------------------------- |
| 1     | Mel Patton     | USA     | 21,1 s000                   | 21,3 s0                       |
| 2     | Barney Ewell   | USA     | 21,1 s000                   | 21,35 s                       |
| 3     | Lloyd LaBeach  | Panama  | 21,2 s000                   | 21,50 s                       |
| 4     | Herb McKenley  | Jamaika | 21,3 s (g)                  | 21,54 s                       |
| 5     | Cliff Bourland | USA     | 21,3 s (g)                  | 21,57 s                       |
| 6     | Leslie Laing   | Jamaika | 21,8 s (g)                  | 22,02 s                       |

Das Finale bestritten drei US-Amerikaner, zwei Jamaikaner und ein Sprinter aus Panama. Der US-Amerikaner Barney Ewell, der über 100 Meter Silber gewonnen hatte, war als amtierender US-Meister Favorit. Sein Landsmann Mel Patton, Fünfter über 100 Meter, von dem dort eigentlich zumindest eine Medaille erwartet worden war, holte den bis dahin führenden Ewell ausgangs der Kurve ein und konnte mit einem hauchdünnen Vorsprung gewinnen. Lloyd LaBeach aus Panama lief nach dem 100-Meter-Rennen zu seiner zweiten Bronzemedaille.

## Video
- London 1948, MEL PATTON 200m (Amateur Footage), youtube.com, abgerufen am 18. August 2017